# 王宁 (1923年)
王宁（1923年4月—2013年8月26日），原名许高科，男，汉族，山西省襄陵县人。1938年9月加入中国共产党，曾任广东省公安厅厅长。
建国前，曾任陕甘宁边区保安处二科科员，热河省承德市公安局秘书、省公安厅秘书，热辽行署公安局侦察科科长、冀察热辽二十二、十九专署公安处处长，冀察热辽中央分局社会部侦察科科长。1948年12月调进北平后，先后任中共北平市委社会部秘书、市公安局局长办公室副主任等职务。
建国后，历任中共中央华南分局社会部秘书、广东省公安厅副厅长。1956年12月至1968年9月，任省公安厅厅长、党组书记兼中国人民解放军广东省公安总队第一政委，省委候补委员、省委委员。“文革”中被捕受迫害。
1971年9月恢复工作，至1976年10月，先后任省革委会保卫组副组长，省公安局局长，省公安厅厅长、党委书记。1976年10月至1982年12月任省委常委、省革委会副主任，副省长兼省委政法委书记、省公安厅厅长、党组书记，省特区管委会副主任等职务。1982年12月后，任省委书记（当时设有第一书记）兼省纪委书记，省委副书记。1988年5月至1993年5月，任省顾问委员会主任。2000年8月，离休。
2013年8月26日因病在广州逝世。
女儿王江穗，女婿王石，是万科董事长。